# Jacques Autreau

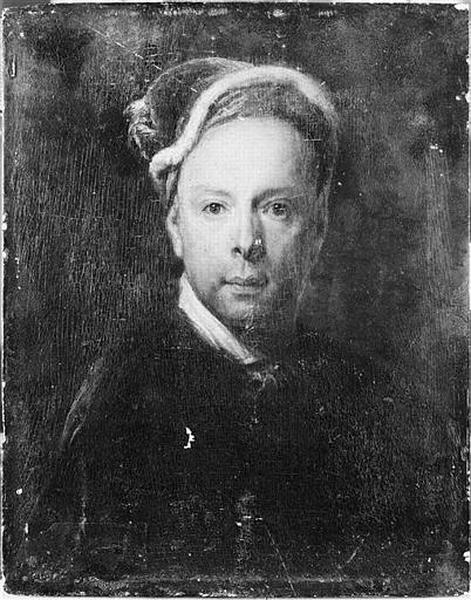
Jacques Autreau

Jacques Autreau (* 30. Oktober 1657 in Paris; † 18. Oktober 1745 ebenda) war ein französischer Maler und Dramatiker.

## Leben und Werk

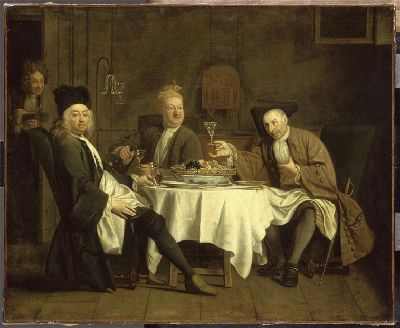
Die Weintrinker von Jacques Autreau (Musée du Louvre)

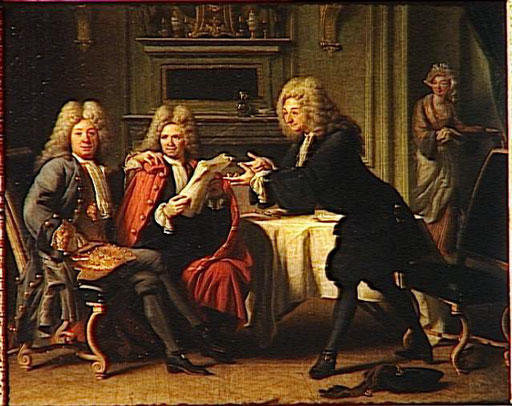
Bodin, Dufresny und Crébillon von Jacques Autreau (Versailles).

Jacques Autreau war bis zum Alter von 60 Jahren Porträtmaler und Chansonnier. Als 1716 die Theatertruppe der Comédiens italiens unter der Leitung von Luigi Riccoboni wieder in das Hôtel de Bourgogne einzog und ein zugkräftiges Stück brauchte, da schrieb er ihr Le Naufrage au Port-à-l’Anglois ou les Nouvelles Débarquées (Schiffbruch im Engländerhafen oder die weiblichen Neuankömmlinge), das 1718 einen Triumph erlebte. Bis 1735 folgten vier weitere Stücke, mit denen er später als Vorläufer Marivauxs eingestuft wurde. Daneben spielte Démocrite prétendu fou (1731) in der Antike und Le Chevalier Bayard (1731) im Mittelalter. Jean-Philippe Rameaus Oper Platée nutzte 1749 sein Libretto von 1745.

## Gesammelte Werke
- Oeuvres. Hrsg. Charles-Étienne Pesselier. 4 Bde. Briasson, Paris 1749. Slatkine, Genf 1973.